# 데브라 메싱
데브라 메싱(Debra Messing, 1968년 8월 15일 ~ )은 미국의 배우이다.
그녀는 이스턴 그리니치 하이스쿨을 졸업한 후 1986년 뉴욕 대학교에 입학하여 1990년 학사 학위를 받고, 1993년에는 미술학으로 석사 학위를 받았다.

## 출연 작품
- 윌 앤 그레이스
- 헐리우드 엔딩
- 모스맨
- 스매쉬
- 서치